# Декомпрессионная болезнь
Декомпрессио́нная, или кессо́нная, болезнь (сокращенно ДКБ; на жаргоне водолазов и подводников — кессонка или заломай), также известна как боле́знь водола́зов — заболевание, возникающее, главным образом, из-за быстрого понижения давления окружающей среды, например при всплытии, в результате которого газы, растворенные в крови и тканях организма (азот, гелий, водород — в зависимости от дыхательной смеси), начинают выделяться в виде пузырьков в кровь пострадавшего; происходит вспенивание крови и разрушение стенки клеток и кровеносных сосудов, которые блокируют кровоток. При тяжёлой форме декомпрессионная болезнь может привести к параличу или смерти.

## История декомпрессионной болезни
Впервые эта болезнь возникла после изобретения воздушного насоса и последовавшего за этим изобретения в 1841 г. кессона — камеры с повышенным давлением, обычно использовавшейся для строительства тоннелей под реками и закрепления в донном грунте опор мостов. Рабочие входили в кессон через шлюз и работали в атмосфере сжатого воздуха, что препятствовало затоплению камеры. После того, как давление снижали до стандартного (1 атм), у рабочих часто возникали боли в суставах, а иногда и более серьёзные проблемы — онемение, паралич и т. д., приводившие порой к смерти.

## Физика и физиология
При вдохе воздух, попав в бронхи, доходит до альвеол — мельчайшей структурной единицы лёгких. Именно здесь происходит сам процесс газообмена между кровью и внешней средой, когда гемоглобин, содержащийся в крови, принимает на себя роль переносчика молекул кислорода по организму человека. Азот, содержащийся в воздухе, в организме не усваивается, но существует в нём всегда, в растворённом — «тихом» — виде, не причиняя никакого вреда. Совсем по-другому азот начинает вести себя, когда речь заходит о подводных погружениях.
Количество газа, растворенного в жидкости, напрямую зависит от давления газа на поверхности этой жидкости. Если это давление превышает давление газа в самой жидкости, то создается градиент диффузии газа в жидкость — начинается процесс насыщения жидкости газом. Этот процесс продолжается до тех пор, пока давление газа в жидкости не сравняется с давлением газа на поверхности жидкости. При понижении внешнего давления происходит обратный процесс. Давление газа в жидкости превышает внешнее давление газа на поверхности жидкости, происходит процесс «рассыщения». Газ начинает выделяться из жидкости наружу. Говорят, что жидкость закипает. Именно это происходит с кровью подводника, стремительно поднимающегося с глубины на поверхность.
Когда подводник находится на глубине, ему для дыхания необходим газ с давлением, как минимум, равным давлению окружающей среды. Предположим, подводник находится на глубине 30 метров. Следовательно, для нормального дыхания на такой глубине давление вдыхаемой газовой смеси должно равняться:
(30 м / 10 м/атм.) + 1 атм. = 4 атм.

(пояснение: 30 м — глубина, 10 м/атм. — высота столба воды, давление которого равно 1 атм., «+ 1 атм.» — истинное атмосферное давление)

то есть в четыре раза больше, чем давление на суше. При этом количество азота, растворенного в организме, с течением времени увеличивается и, в конечном счете, также превышает количество растворенного азота на поверхности воды в четыре раза.
При всплытии, с уменьшением внешнего (гидростатического) давления воды, давление газовой смеси, которой дышит подводник, также начинает уменьшаться. Количество азота, потребляемое подводником, а вернее его парциальное давление, тоже уменьшается. Из-за этого начинает происходить перенасыщение крови азотом, вследствие чего он начинает потихоньку высвобождаться в виде микропузырьков. Происходит «рассыщение» крови, которая при этом как бы «закипает». Создается обратный градиент диффузии газа из жидкости.
Когда процесс всплытия проходит медленно, то парциальное давление азота, в составе дыхательной смеси, также уменьшается медленно — относительно дыхания подводника. Микропузырьки азота из крови начинают высвобождаться и вместе с током крови двигаться в сердце, а оттуда уже в лёгкие, где они, опять же, через стенки альвеол выходят наружу при выдохе.
Если же подводник начинает всплывать слишком быстро, то пузырьки азота просто-напросто не успевают достигать лёгких и выходить из организма наружу. Кровь подводника «закипает». Таким образом, к пузырям присоединяется все больше растворенного азота, что порождает эффект снежного кома. Затем к пузырям прикрепляются тромбоциты, а следом и другие кровяные тельца. Так формируются локальные сгустки крови (тромбы), делающие её неравномерно вязкой и способные даже закупорить небольшие сосуды. Тем временем пузыри, прикрепленные к внутренним стенкам сосудов, частично разрушают их и отрываются вместе с их кусочками, дополняющими «баррикады» в русле кровотока. Прорыв стенок сосудов ведет к кровоизлиянию в окружающие ткани, кровоток замедляется, нарушается кровоснабжение жизненно важных органов. Большие скопления пузырей, соединившись друг с другом, могут стать причиной очень серьёзного заболевания — газовой эмболии.
Внесосудистая форма ДКБ возникает в тех случаях, когда формирующиеся в тканях, суставах и сухожилиях микропузырьки притягивают азот, выделяющийся из тканей во время подъёма, но не могут попасть в кровь из-за её блокады (т. н. «эффект бутылочного горлышка»). Гидрофильные ткани суставов и связок особенно подвержены аккумуляции внесосудистых пузырей азота. Именно этот тип ДКБ и вызывает боли в суставах — классический симптом декомпрессионной болезни. Растущие пузыри давят на мышечные волокна и нервные окончания, что ведет к серьёзным повреждениям внутренних органов.
Механическая блокада кровотока азотными пузырями — не единственный эффект кессонной болезни. Присутствие пузырей и их соединение с кровяными тельцами приводит к биохимическим реакциям, стимулирующим сворачивание крови прямо в сосудах, выброс в кровь гистаминов и специфических белков. Избирательное изъятие из крови комплементарных белков устраняет опасность многих разрушительных последствий ДКБ. Последние исследования показали, что связывание пузырей с белыми кровяными тельцами вызывает сильное воспаление сосудов. Таким образом, иммунологические факторы и биохимические реакции играют весьма важную роль в развитии болезни.
Для профилактики возникновения ДКБ следует, прежде всего, контролировать процесс всплытия, который, по современным представлениям, не должен превышать 18 метров в минуту. Чем медленнее подводник всплывает, тем медленнее понижается окружающее давление, тем меньше пузырьков образуется в его крови. Избыток газа успевает выходить через лёгкие, не причиняя при этом вреда организму, при условии сохранения человеком ровного или учащенного дыхания (задержка дыхания грозит обратным эффектом).
Более того, в практике подводного плавания существуют так называемые декомпрессионные остановки. Суть их заключается в том, что подводник, поднимаясь с глубины на поверхность, останавливается на определённой — заведомо меньшей по сравнению с глубиной погружения — глубине на, опять же, определённое время, которое вычисляется либо по таблицам, либо при помощи подводного компьютера. Эта остановка (или даже несколько постепенных остановок) может длиться достаточно продолжительный период времени, зависящий напрямую от того, насколько подводник превысил бездекомпрессионный предел погружения, и, соответственно, от того, как сильно насыщен азотом его организм. Во время таких остановок происходит «рассыщение» организма и вывод из него газовых пузырьков. Из организма выводятся излишки азота, и кровь не закипает, как если бы пловец всплыл на поверхность без какой-либо остановки. Часто на таких остановках подводник дышит газовой смесью, отличной от «донной». В такой смеси (стейдж, от англ. стоянка) уменьшено процентное содержание азота, в связи с чем декомпрессия проходит быстрее.
Конечно, полное насыщение всех тканей организма азотом происходит не сразу, для этого требуется время. Для вычисления максимального времени нахождения на «донной» глубине, без риска возникновения ДКБ, существуют специальные декомпрессионные таблицы, которые в последнее время повсеместно стали заменять подводными компьютерами. Пользуясь данными таблицами, можно приблизительно узнать время нахождения подводника на данной глубине при дыхании данной газовой смесью, которое будет безопасно с точки зрения здоровья. Слово «приблизительно» здесь не случайно. Данные по нахождению на определённой глубине для разных людей могут варьироваться в весьма широких пределах. Существуют определённые группы риска, время погружения для которых может быть значительно меньше, чем у других. К примеру, сильно обезвоженный человеческий организм в гораздо большей степени подвержен ДКБ, поэтому все подводники пьют много жидкости до и сразу после погружений. Декомпрессионные таблицы и подводные компьютеры изначально содержат некий запас «прочности», ориентируясь на минимально возможное время погружений, после которого уже есть риск возникновения ДКБ.
Холод и физические нагрузки во время погружения также способствуют возникновению ДКБ. Кровь циркулирует медленнее в замерзшей части тела и гораздо хуже подвергается выводу из неё и прилегающих тканей избыточного азота. После всплытия в таких местах может наблюдаться крепитация (так называемый «эффект целлофана»), которую создают пузыри азота под кожей.
Одним из вариантов снижения риска возникновения ДКБ также является использование дыхательных смесей, отличных от воздуха. Самым распространённым вариантом такой смеси является нитрокс — обогащенный кислородом воздух. В нитроксе, по сравнению с простым воздухом, увеличено процентное содержание кислорода и снижено содержание азота. Так как азота в нитроксе содержится меньше, то время, проведённое на заданной глубине, может быть больше, чем время на той же глубине с использованием воздуха. Или же можно находиться под водой такое же время, как и с использованием воздуха, но на большей глубине. За счет меньшего содержания азота в нитроксе происходит меньшее им насыщение организма. При подводных погружениях на нитроксе нужно использовать другие, отличные от «воздушных», декомпрессионные таблицы или специальные режимы компьютера.

Так как в нитроксе содержится большее количество кислорода, чем в воздухе, возникает другая опасность — кислородное отравление. От марки нитрокса (процентного содержания в нём кислорода) зависит максимальная глубина, на которую можно погрузиться без риска кислородного отравления. Для использования обогащенного воздуха в рамках всех международных ассоциаций по подводному плаванию существуют специальные курсы.

## Группа риска
Группа риска по ДКБ в наши дни сильно увеличилась в сравнении с XIX в. Сейчас эта группа включает не только дайверов и рабочих, работающих в кессонах, но и пилотов, испытывающих перепад давления при полётах на большой высоте, и космонавтов, использующих для выхода в открытый космос костюмы, поддерживающие низкое давление.

## Факторы, провоцирующие декомпрессионную болезнь
- Нарушение регуляции кровообращения под водой.
- Старение организма выражается в ослаблении всех биологических систем, включая сердечно-сосудистую и дыхательную. Это, в свою очередь, выражается в понижении эффективности кровотока, сердечной деятельности и т. п. Поэтому риск ДКБ с возрастом повышается.
- Переохлаждение организма, в результате чего кровоток, особенно в конечностях и в поверхностном слое тела, замедляется, что благоприятствует возникновению декомпрессионной болезни. Устранить этот фактор достаточно просто: при погружении надо надевать достаточно тёплый гидрокостюм, перчатки, ботинки и шлем.
- Обезвоживание организма. Обезвоживание выражается в уменьшении объёма крови, что приводит к росту её вязкости и замедлению циркуляции. Это же создаёт благоприятные условия для образования азотных «баррикад» в сосудах, общего нарушения и остановки кровотока. Обезвоживанию организма во время подводного плавания способствуют многие причины: потоотделение в гидрокостюме, увлажнение сухого воздуха из акваланга в ротовой полости, усиленное мочеобразование в погруженном и охлаждённом состоянии. Поэтому рекомендуется пить как можно больше воды перед погружением и после него. Разжижением крови достигается ускорение её течения и увеличение объёма, что положительно сказывается на процессе вывода избыточного газа из крови через лёгкие.
- Физические упражнения перед погружением вызывают активное формирование «тихих» пузырей, неравномерную динамику кровотока и образование в кровеносной системе зон с высоким и низким давлением. Эксперименты показали, что количество микропузырей в крови значительно уменьшается после отдыха в лежачем положении.
- Физическая нагрузка во время погружения ведет к увеличению скорости и неравномерности кровотока и, соответственно, к усилению поглощения азота. Тяжелые физические упражнения, приводят к откладыванию микропузырей в суставах и готовят благоприятные условия для развития ДКБ при последующем погружении. Поэтому необходимо избегать больших физических нагрузок до, в течение и после погружения. Тем более, что физические нагрузки повышают потребление сахара, что приводит к нагреву тканей и к увеличению скорости выделения инертного газа — повышению градиента напряжения.
- Дайверы с избыточным весом подвержены большему риску «подхватить» декомпрессионную болезнь (по сравнению с подводниками с нормальным телосложением), так как в их крови повышено содержание жиров, которые, вследствие своей гидрофобности, усиливают образование газовых пузырей. Кроме того, липиды (жировые ткани) наиболее хорошо растворяют и удерживают в себе инертные газы.
- Одним из наиболее серьёзных провоцирующих факторов ДКБ является гиперкапния, за счёт чего резко повышается кислотность крови и, как следствие, увеличивается растворимость инертного газа. Факторы, провоцирующие гиперкапнию: физическая нагрузка, повышенное сопротивление дыханию и задержка дыхания для «экономии» ДГС, наличие загрязнений во вдыхаемой ДГС.
- Употребление алкоголя перед и после погружения вызывают сильное обезвоживание, что является безусловным провоцирующим ДКБ фактором. Кроме того молекулы алкоголя (растворителя) являются теми «центрами», которые вызывают слипание «тихих» пузырьков и образование магистрального газового тела — макропузыря. Главная опасность употребления алкоголя — в его быстром растворении в крови и следующим за ним быстром наступлением патологического состояния.

## Диагностика
Иногда декомпрессионную болезнь путают с артритом или травмами. Последние сопровождаются покраснением и распуханием конечности; артрит же, как правило, возникает в парных конечностях. В отличие от декомпрессионной болезни в обоих случаях движение и нажим на поврежденное место усиливают боль. При тяжёлой форме декомпрессионной болезни поражаются жизненно важные органы и системы человеческого организма: головной и спинной мозг, сердце, органы слуха, нервная система и пр. Согласно медицинской статистике США, почти 2/3 пострадавших от декомпрессионной болезни имели ту или иную невральную её форму. Чаще всего страдает спинной мозг. Поражение спинного мозга происходит при нарушении его кровоснабжения в результате образования и накопления пузырей в окружающих жировых тканях. Пузыри блокируют кровоток, питающий нервные клетки, а также оказывают на них механическое давление.
В силу особого строения артерий и вен, снабжающих спинной мозг, нарушение циркуляции крови в них вызывается очень легко. Начальная стадия заболевания проявляется в т. н. «опоясывающих болях», затем немеют и отказывают суставы и конечности, и развивается паралич — как правило, это паралич нижней части тела. Как следствие этого, затрагиваются и внутренние органы, например мочевой пузырь и кишечник. Поражение головного мозга вызывается нарушением его кровоснабжения в результате блокирования сосудов и образования внесосудистых пузырей в мозговой ткани. Мозг отекает и давит на черепную коробку изнутри, вызывая головную боль. За болевыми симптомами следуют онемение конечностей (либо обеих правых, либо обеих левых), нарушение речи и зрения, конвульсии и потеря сознания. В результате может серьёзно пострадать любая жизненная функция (например, функции чувствительных органов — зрение, слух, обоняние, вкус, восприятие боли и осязание), что вскоре проявляется и в клинических признаках. Повреждение мозгового центра, контролирующего любое из этих чувств, приводит к потере конкретной функции. Нарушение двигательной функции, координации и движения, имеет катастрофические последствия, и одно из самых частых — паралич. Автономная деятельность биологических систем, включая дыхательную, сердечно-сосудистую, мочеполовую и т. п., также может быть нарушена, а это влечет за собой тяжелые заболевания или смерть.
Декомпрессионное повреждение слухового и вестибулярного органов чаще встречается у глубоководных аквалангистов, использующих специальные газовые дыхательные смеси. Заболевание сопровождается тошнотой, рвотой, потерей ориентации в пространстве. Данные симптомы декомпрессионной болезни следует отличать от аналогичных, вызванных баротравмой.
Попадание пузырей из аорты в коронарные артерии, снабжающие кровью сердечную мышцу, приводит к нарушениям сердечной деятельности, финалом которых может стать инфаркт миокарда. Лёгочная форма декомпрессионной болезни встречается очень редко и только у подводников, погружающихся на значительные глубины. Множество пузырей в венозной крови блокируют кровообращение в лёгких, затрудняя газообмен (как потребление кислорода, так и высвобождение азота). Симптоматика проста: больной ощущает затруднение дыхания, удушье и боли в груди.

## Первая помощь
Любая медицинская помощь начинается с проверки общего состояния, пульса, дыхания и сознания, а также содержания больного в тепле и неподвижности. Для того чтобы оказать первую помощь пострадавшему от ДКБ, необходимо определить её симптомы. Среди них различают «мягкие», такие как сильная неожиданная усталость и кожный зуд, которые устраняются чистым кислородом, и «серьёзные» — боли, нарушение дыхания, речи, слуха или зрения, онемение и паралич конечностей, рвота и потеря сознания. Появление любого из этих симптомов заставляет предположить возникновение тяжёлой формы ДКБ.
Если пострадавший находится в сознании и у него проявляются лишь «мягкие» симптомы, лучше положить его на спину горизонтально, не допуская позы, затрудняющей кровоток в какой-либо конечности (скрещивания ног, подкладывания рук под голову и т. п.). Человек с поражёнными лёгкими наиболее комфортно чувствует себя в неподвижной сидячей позе, которая спасает его от удушья. При других формах заболевания сидячего положения следует избегать, помня о положительной плавучести азотных пузырей.
Подводника с серьёзными симптомами болезни следует положить иначе. Так как пострадавшего в бессознательном состоянии может стошнить (а при положении лежа на спине рвотные массы могут попасть в лёгкие), то, чтобы предотвратить перекрывание дыхательных путей рвотными массами, его кладут на левый бок, сгибая правую ногу в колене для устойчивости. Если же дыхание пострадавшего нарушено, следует положить больного на спину и сделать искусственное дыхание, а при необходимости — непрямой массаж сердца.
После того как больному помогли принять правильное положение, ему надо обеспечить дыхание чистым кислородом. Это — основной и наиболее важный прием первой помощи до того момента, как вы передадите пострадавшего в руки специалиста. Дыхание кислородом создаёт благоприятные условия для транспортировки азота из пузырей в лёгкие, что уменьшает его концентрацию в крови и тканях тела. Для оказания первой помощи больным ДКБ используются специальные баллоны со сжатым кислородом, снабжённые регулятором и маской с подачей кислорода 15-20 л/мин. Они обеспечивают дыхание почти стопроцентным кислородом, а прозрачная маска позволяет вовремя заметить появление рвоты.
Транспортировка больного в барокамеру. Перемещения воздушным транспортом следует избегать, поскольку на больших высотах пузыри увеличатся в объёме, что усугубит заболевание. Кровоизлияния при наиболее тяжелых формах декомпрессионной болезни приводят к вытеканию кровяной плазмы в ткани, и эту потерю необходимо возместить. Больному с «мягкими» симптомами следует выпивать по стакану воды или любого безалкогольного негазированного напитка каждые 15 минут. Следует помнить, что кислые напитки наподобие апельсинового сока могут вызвать тошноту и рвоту. Человеку, пребывающему в полубессознательном состоянии или периодически теряющему сознание, пить не рекомендуется.

## Лечение
Лечение проводится путём рекомпрессии, то есть путём повышения, а затем постепенного понижения давления по специальным таблицам. Режим рекомпрессии подбирается специалистами в соответствии с конкретной формой ДКБ, периодом, прошедшим со времени подъёма или после первого появления симптомов, и рядом других факторов. Для того чтобы отличить декомпрессионную болезнь от газовой эмболии, проводят пробное повышение давления до уровня, соответствующего глубине 18 метров, на срок 10 минут в сочетании с кислородным дыханием. Если симптомы исчезнут или ослабнут, значит, диагноз верен. В этом случае основной режим рекомпрессии подбирают по таблицам. Чаще всего начинают с имитации погружения на 18 метров и постепенного подъёма продолжительностью от нескольких часов до нескольких дней. Все это время больной сидит в барокамере в маске и дышит чистым кислородом с периодическими пятиминутными перерывами, поскольку непрерывное дыхание чистым кислородом в течение 18-24 часов приводит к кислородному отравлению. Небрежность при расчете лечебного режима грозит усилением симптомов и дальнейшим развитием ДКБ.
В экстремальной ситуации, когда нет возможности немедленно транспортировать пострадавшего в соответствующую ближайшую барокамеру, можно производить частичную лечебную рекомпрессию с применением чистого кислорода, транспортного баллона с 50 % нитроксом, полнолицевой маски и декомпрессионной станции. Такая процедура занимает много времени и практически невозможна в условиях холодной воды. Наступающее кислородное отравление можно контролировать при помощи воздушной паузы, но даже если конвульсии возникают, при наличии полнолицевой маски и под контролем напарника они не так опасны и риск утопления минимален. Сами по себе конвульсии не оказывают решающего влияния на организм.
Следует отметить неэффективность использования воздуха или иной донной ДГС для рекомпрессии — в случае её применения частичное уменьшение симптомов сопровождается продолжающимся растворением и накоплением инертного газа в тканях, что ведет в итоге к ухудшению состояния. Такая процедура не может быть рекомендована ещё и потому, что состояние человека, подверженного симптомам ДКБ, малопрогнозируемо и резкое ухудшение его под водой приведет к утоплению, тогда как на поверхности такое состояние можно контролировать достаточно долго. Таким образом, рекомендованная декомпрессия на донном газе — непростительная потеря времени и неоправданный риск. В любом случае лечебная рекомпрессия в месте погружения — только уменьшит симптомы и позволит довезти пострадавшего в стационарный барокомплекс для восстановления.

## Предотвращение декомпрессионной болезни
При подводных работах для предотвращения или уменьшения декомпрессионного эффекта применяются:
- десатурация (процесс вывода азота из крови человека) в декомпрессионных камерах — постепенное снижение давления до атмосферного, позволяющее опасному количеству азота покинуть кровь и ткани;
- методики подъёма с глубины, снижающие или устраняющие декомпрессионный эффект (с последующей декомпрессией):
  - постепенный подъём с остановками, обеспечивающими снижение уровня азота в крови;
  - подъём в герметичной капсуле (или батискафе).
- временный запрет на пребывание в средах низкого давления (например, полёты) после погружения;
- использование для декомпрессии газовых смесей с высоким процентным содержанием кислорода (нитроксов).